# بوب غرانت
بوب غرانت (بالإنجليزية: Bob Grant)‏ هو ممثل بريطاني، ولد في 14 أبريل 1932 في المملكة المتحدة، وتوفي بنفس المكان في 8 نوفمبر 2003.

## وصلات خارجية
- بوب غرانت على موقع IMDb (الإنجليزية)
- بوب غرانت على موقع ألو سيني (الفرنسية)
- بوب غرانت على موقع أول موفي (الإنجليزية)
- بوب غرانت على موقع قاعدة بيانات الأفلام السويدية (السويدية)
- بوب غرانت على موقع إن إن دي بي (الإنجليزية)
- بوب غرانت على موقع قاعدة بيانات الفيلم (الإنجليزية)
- بوب غرانت على موقع كينوبويسك (الروسية)